# Dualismus (Musiktheorie)
Dualismus, auch harmonischer Dualismus, bezeichnet in der Musiktheorie die Ansicht, wonach der Dur- und der Moll-Dreiklang gleichrangige Kategorien sind. Demgegenüber vertreten sog. „monistische“ Theorien eine Vorrangstellung des Durdreiklangs, von dem der Molldreiklang eine Ableitung sei, etwa durch „Trübung“ der Terz des Durdreiklangs.
Geprägt wurde der Begriff von Arthur von Oettingen, der „für das Harmoniesystem eine [...] duale, d. h. zweifältig-gegensätzliche Form der Entwickelung, die in einem symmetrischen Bau aller Tongebilde und Klangfolgen sich kund thut“ gegeben sah. Demnach entstammen der Dur- und der Molldreiklang Prozessen, die einander entgegengesetzt sind. Dies begründet ihre Auffassung als Strukturen, die sich symmetrisch zueinander verhalten.
Als wichtige Vertreter dualistischer Theorien gelten neben Oettingen auch Moritz Hauptmann, Hugo Riemann und Sigfrid Karg-Elert. Seit 1950 sind deren Ansätze in der deutschsprachigen Musiktheorie nur noch vereinzelt weiterverfolgt worden, u. a. von Martin Vogel. In der amerikanischen Musiktheorie hingegen gibt es in jüngerer Zeit ein verstärktes Interesse an dieser Tradition.

## Oettingen
Nach Hermann von Helmholtz ist der Molldreiklang weniger konsonant als der Durdreiklang. Dem hält Arthur von Oettingen entgegen, dass der Molldreiklang nicht weniger, sondern anders konsoniere. Der Durakkord sei „tonisch consonant“, wobei Oettingen „Tonicität“ eines Intervalls oder eines Akkords als deren Eigenschaft definiert, „als Klangbestandtheil eines Grundtons aufgefasst zu werden“. Der Mollakkord hingegen sei „phonisch consonant“, da sein „phonischer Oberton“ (definiert als tiefster gemeinsamer Oberton der Bestandteile eines Intervalls oder Akkords) mit dem Dreiklang konsoniere. Umgekehrt aber sei der Durdreiklang „phonisch dissonant“, da sein „phonischer Oberton“ dissoniere, während der Molldreiklang „tonisch dissonant“ sei.
Mollakkorde bezeichnet Oettingen nach ihrem „phonischen Oberton“: c–es–g erhält bei ihm das Symbol g°, wobei g „Hauptton“, es „große Terz“ und c „Quinte“ ist. Einen Durakkord wie c–e–g bezeichnet er hingegen als c+:
- Der tonische Grundton von c+ im Beispiel ist C, da die Dreiklangstöne als 4., 5. und 6. Partialton dieses Tons aufgefasst werden.
- Die Töne von g° gelten als die Partialtöne 10, 12 und 15 des tonischen Grundtons As’.
- Der phonische Oberton von c+ ist h’’’’ als 15. Partialton von c’, 12. Partialton von e’ und 10. Partialton von g’.
- Der phonische Oberton von g° ist g’’’ als 6. Partialton von c’, 5. Partialton von es’ und 4. Partialton von g’.

## Riemann
Hugo Riemann leitet den Moll-Dreiklang aus einer Untertonreihe ab, die er als Spiegelung der Obertonreihe auffasst:
Lange hat Riemann die Überzeugung vertreten, dass eine solche Untertonreihe hörbar sei. Gegen Ende seines Lebens hat er stattdessen eine psychologische Begründung für sie vorgelegt.
Eine Konsequenz davon ist u. a., dass Riemann den Moll-Dreiklang als „Unterklang“ aus einer „Prim“, „Unterterz“ und „Unterquinte“ zusammengesetzt denkt. Den Klang a c e bezeichnet er somit als „e Unterklang“ und übernimmt von Oettingen das Symbol °e (der „c Oberklang“ wird ebenfalls wie bei Oettingen als c+ oder schlicht als c bezeichnet). Die Unterquint eines Unterklangs gilt ihm aber trotzdem als dessen „Grundton“.